# Lohmühle (Schnaittach)
 Lohmühle ist ein Gemeindeteil des Marktes Schnaittach im Landkreis Nürnberger Land (Mittelfranken, Bayern). Lohmühle liegt in der Gemarkung Hedersdorf.

## Lage
Der ehemalige Weiler ist mittlerweile in der Schnaittacher Ortsstraße „An der Lohmühle“ aufgegangen. Diese verläuft entlang des linken Ufers der Schnaittach und zählt zum Neubaugebiet von Schnaittach.

## Geschichte
Mit dem Gemeindeedikt wurde Lohmühle im Jahr 1808 dem Steuerdistrikt Hedersdorf und der Ruralgemeinde Hedersdorf zugewiesen. Im Zuge der Gebietsreform in Bayern wurde Lohmühle am 1. Juli 1971 nach Schnaittach eingemeindet.